# I Know You Got Away
I Know You Got Away è un singolo del gruppo musicale statunitense R5, pubblicato nel 2015 ed estratto dall'album Sometime Last Night.

## Tracce
- Download digitale

1. I Know You Got Away